# Wolfsdenkmal

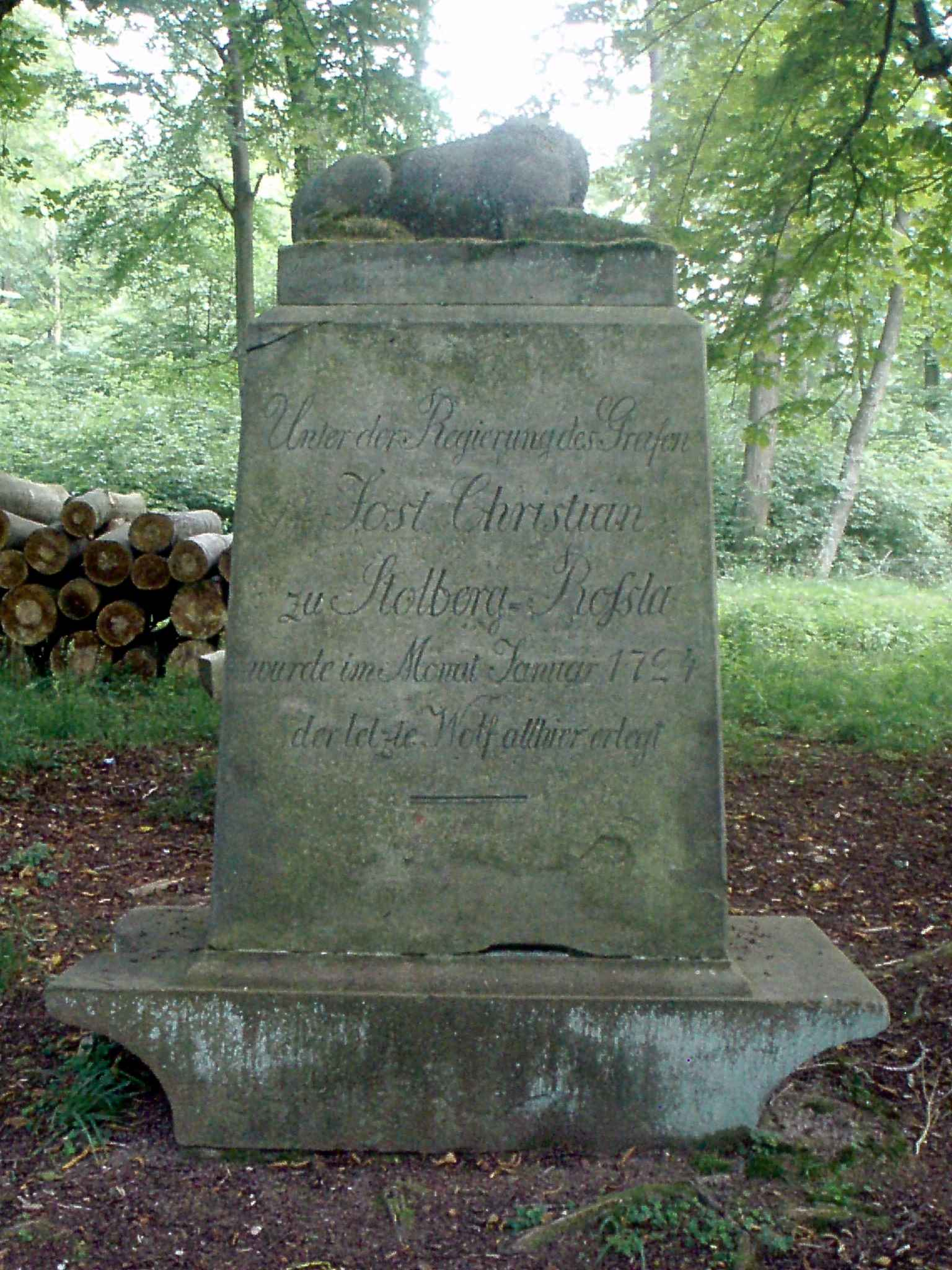
Wolfsdenkmal im Juli 2011

Das Wolfsdenkmal befindet sich 800 Meter südlich vom ehemaligen Jagdschloss (Forsthaus) Schwiederschwende im Harz. Es erinnert daran, dass an dieser Stelle der letzte Wolf im Bereich des Unterharzes erlegt worden ist, und dient gleichzeitig auch als steinerner Wegweiser. Das Wolfsdenkmal wurde 1824 errichtet. 
Beschriftet ist das Denkmal auf der Rückseite mit folgendem Spruch: "Unter der Regierung des Grafen Jost Christian zu Stolberg-Roßla wurde im Monat Januar 1724 der letzte Wolf allhier erlegt."
Auf der Vorderseite ist die Entfernung mit "Rossla 1. M." angegeben.
An den Seitenwänden sind die Entfernungen zu fünf in der nahen Umgebung befindlichen Dörfern in Stunden angegeben: 

"Schwiederschwende ¼ St., Hayn 1 St., Dietersdorf ½ St., Breitenbach ¾ St. und Wolfsberg ¾ St."
Hergestellt wurde das Denkmal von einem Steinmetz mit dem Namen Thieme aus Lodersleben.
Das Wolfsgesicht fiel immer wieder Vandalismus zum Opfer. Aufgrund der anhaltenden Zerstörungen beließ man es nach mehreren Reparaturen seit etwa 1850 im aktuellen Zustand.

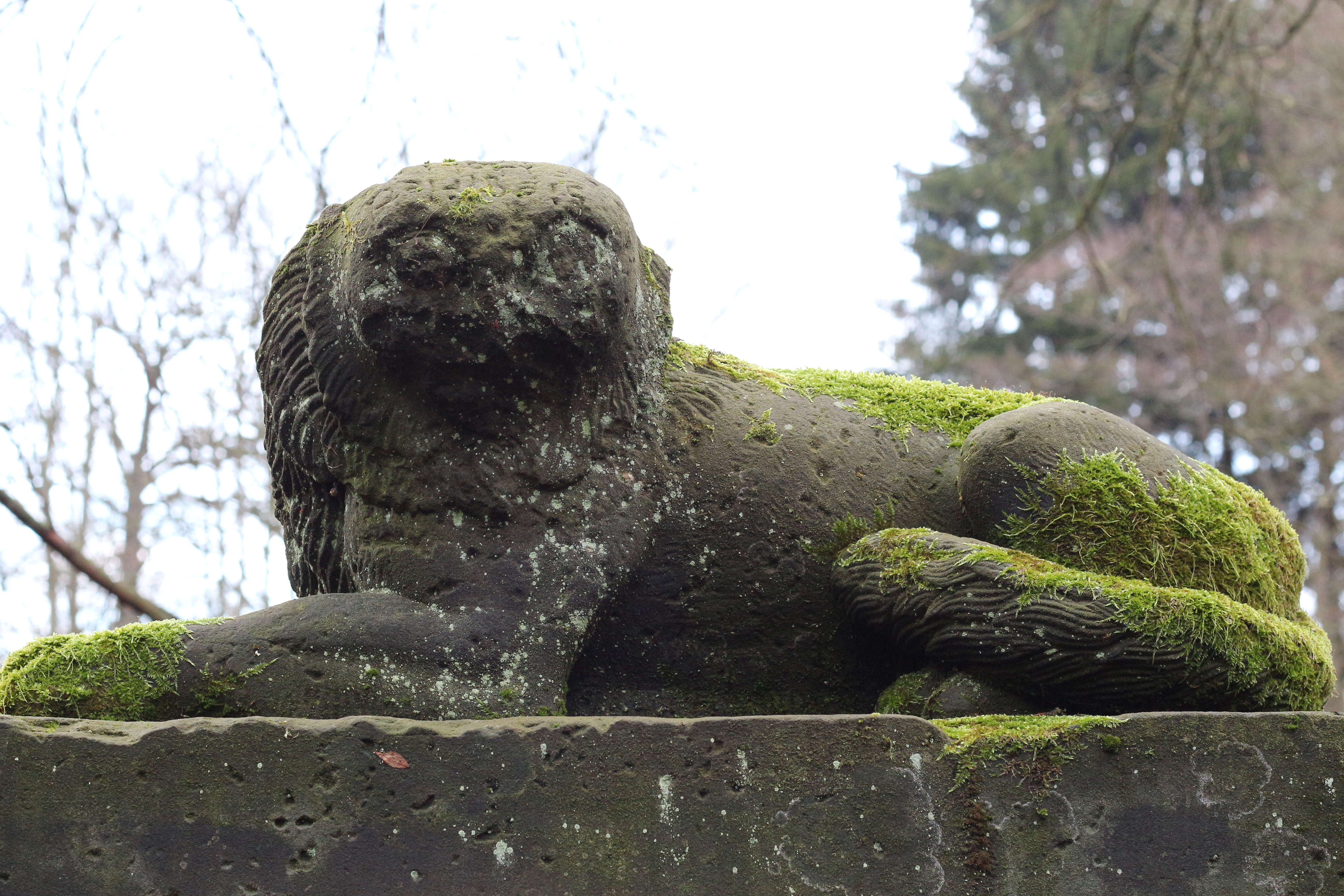
Das Wolfsgesicht wurde immer wieder demoliert.
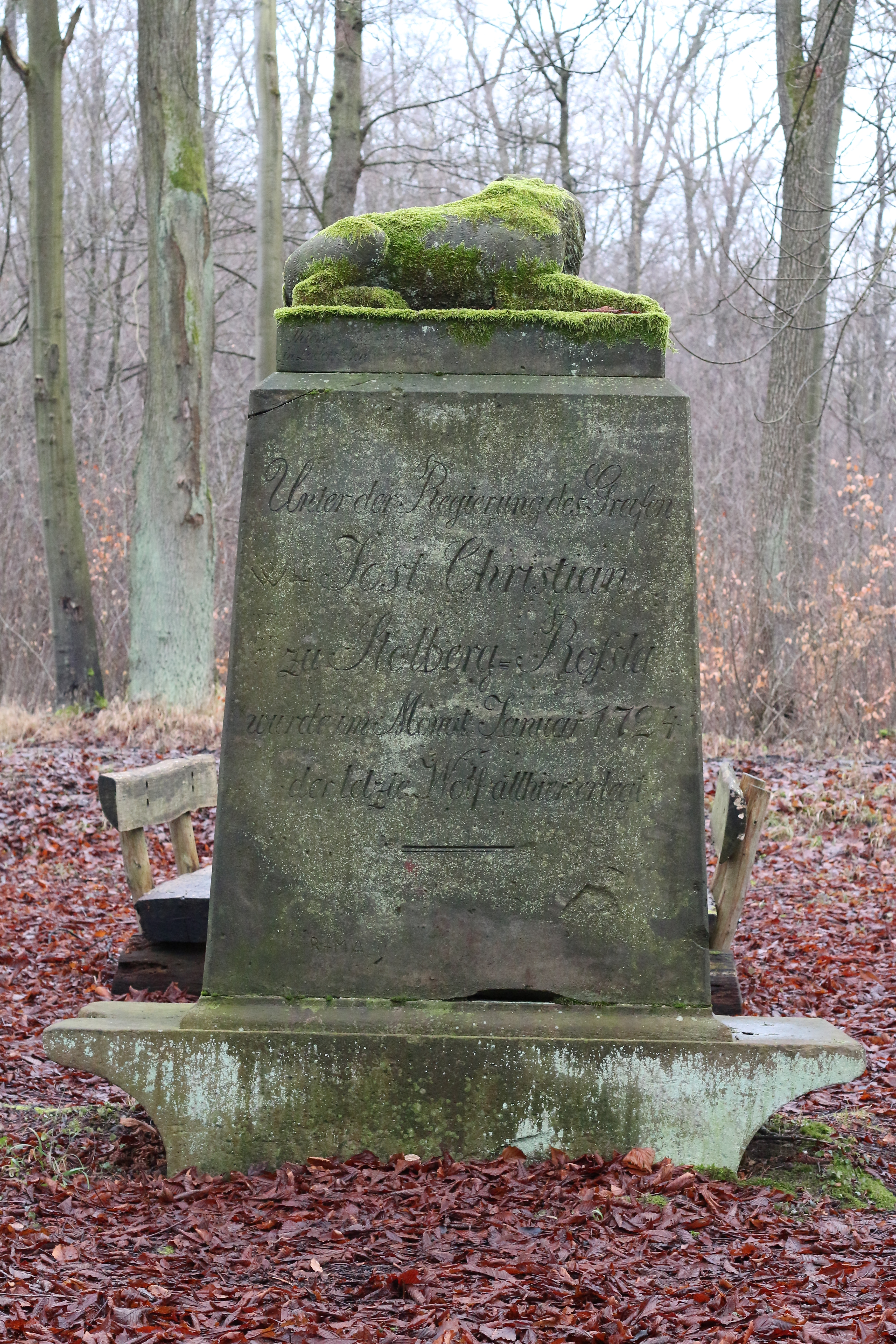
Ansicht Inschrift
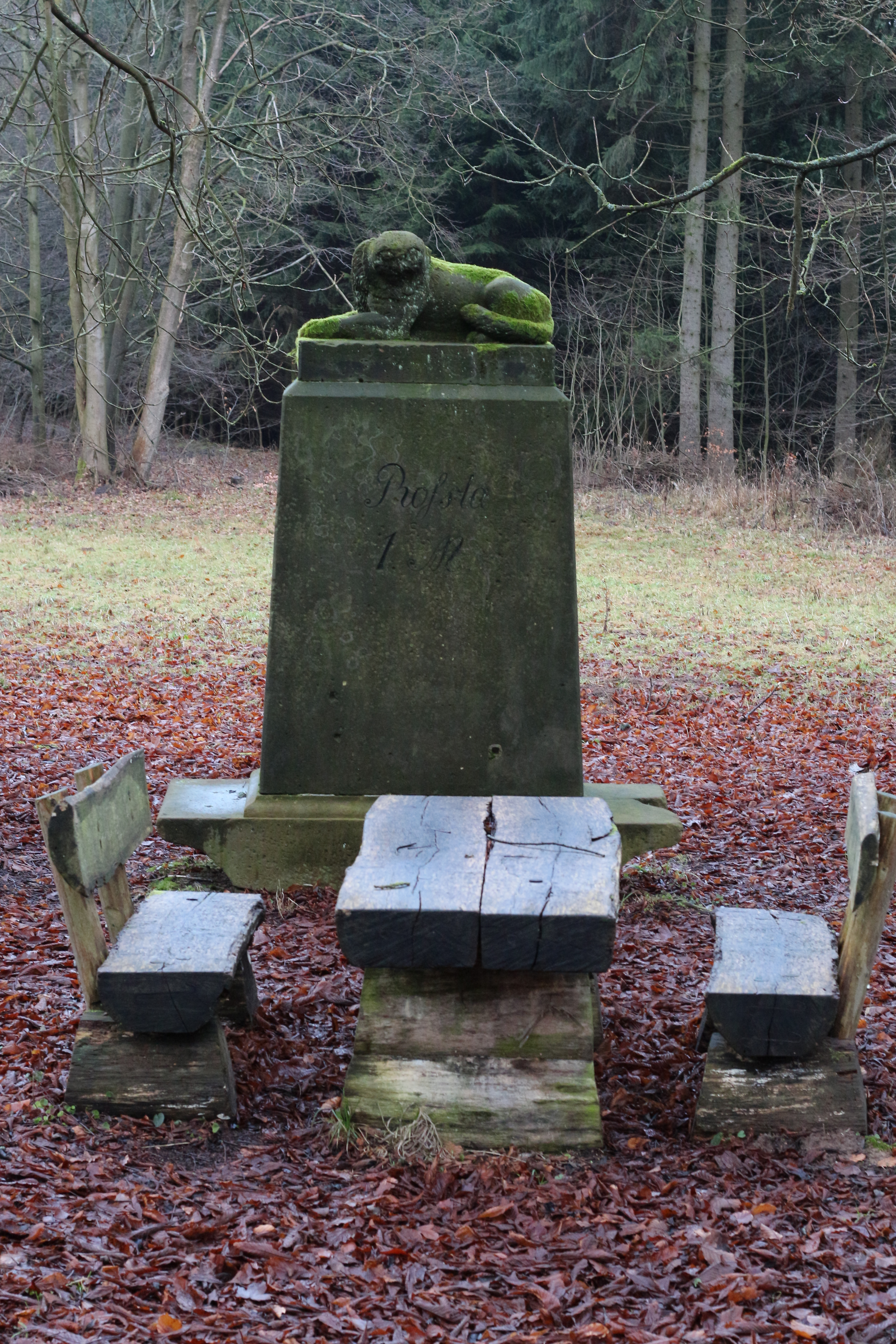
Ansicht von Weg mit Bank und Gesicht